# Orimba epiphanis
Orimba epiphanis är en fjärilsart som beskrevs av Hans Ferdinand Emil Julius Stichel 1910. Orimba epiphanis ingår i släktet Orimba och familjen Riodinidae. Inga underarter finns listade i Catalogue of Life.